# Cyligramma postreducta
Cyligramma postreducta là một loài bướm đêm trong họ Noctuidae.